# Coelichneumon lineaticeps
Coelichneumon lineaticeps är en stekelart som först beskrevs av Cameron 1904.  Coelichneumon lineaticeps ingår i släktet Coelichneumon och familjen brokparasitsteklar. Inga underarter finns listade i Catalogue of Life.